# 好きな人
「好きな人」（すきなひと）は、Kiroroの6枚目のシングル。1999年11月10日発売。発売元はビクターエンタテインメント。

## 収録曲
作曲：玉城千春　編曲：重実徹
1. 好きな人
  - 作詞：玉城千春
2. チャンス
  - 作詞：Kiroro
3. 好きな人（オリジナル・カラオケ）
4. チャンス（オリジナル・カラオケ）

## カバー
好きな人
- S.H.E - 2002年1月29日発売のアルバム「青春株式會社」に収録。中国語版の曲名は「記得要忘記」。